# Časlav Klonimirović
Časlav Klonimirović (avant 927 – vers 950) en serbe cyrillique Часлав Клонимировић, souverain serbe de la dynastie des Vlastimirović

## Byzance retrouve sa place
Le puissant souverain bulgare Siméon meurt en 927. Son fils Petar, Pierre en français, n’est absolument pas à la hauteur de son père. Très jeune, il tombe sous l'influence de Byzance qui retrouve alors son rang de « superpuissance » dans la région.

## Le retour en Serbie

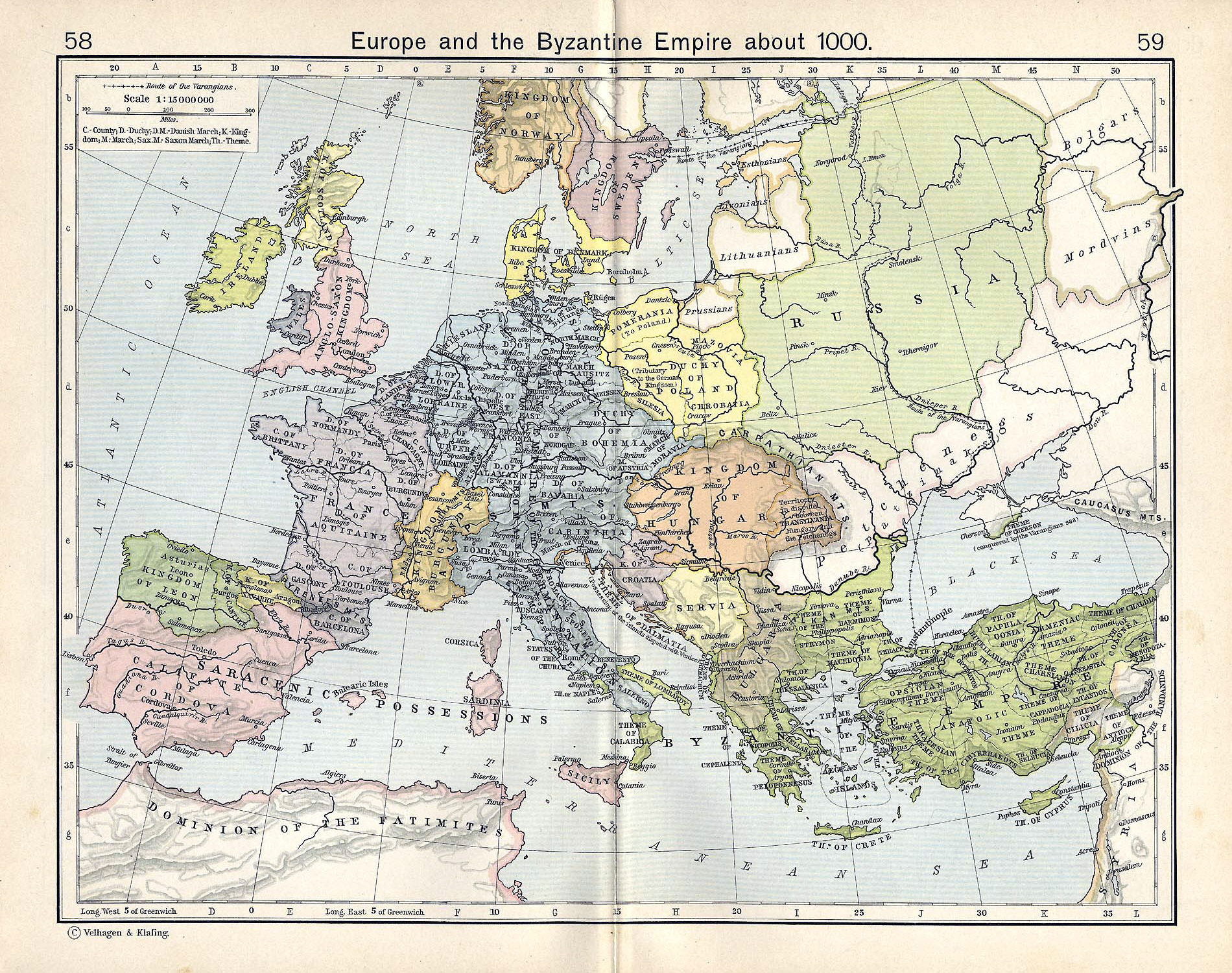
La Serbie (Servia) avant la mort de Časlav.

En 933 Časlav s’échappe de sa captivité en Bulgarie et rejoint clandestinement la Serbie. Il découvre son pays ravagé, on racontait à l’époque par boutade qu’il n’était plus peuplé que par 50 hommes sans femmes ni enfants. Les Bulgares avaient en fait dévasté et pillé le pays, vendu comme esclaves une partie de ses habitants, le reste s’étant enfui dans l’empire byzantin, le long de la côte dalmate et aussi en Croatie. La Serbie était à genoux ; selon la légende, en quelques années, voire en quelques mois de plus, elle aurait pu disparaître. Časlav se tourne alors vers l’Empire byzantin, pour réactiver l’alliance qui avait tant coûté au peuple serbe sous le règne de Siméon. Ensuite il réorganise le pays administrativement et militairement et rapatrie une partie des Serbes partis en exil.

## L'alliance contre lesMagyars
Časlav avait à peine achevé la réorganisation de la Serbie qu'une nouvelle menace se présenta aux Serbes : les Magyars menaçaient la frontière nord de la Serbie.
Časlav organisa alors une alliance de tous les souverains serbes et croates de Croatie, Rascie, Bosnie, Zachlumie, Travonie, Paganie et Dioclée (voir Chronique du prêtre de Dioclée). Les Magyars avaient déjà envahi la Pannonie croate et menaçaient autant la Croatie que la Serbie.
Časlav remporta la première bataille contre les Magyars qui se déroula près de l'actuelle ville de Valjevo, pendant cette même bataille il tua le chef hongrois Kis. Ensuite, il remonta le cours de la rivière Save dans le but de rejoindre l'armée croate, et au cours d'une embuscade hongroise il trouva la mort vers 950. Cela entraina la disparition de l'alliance.